# Alícia al país de les meravelles (pel·lícula de 1951)
Alícia al país de les meravelles (títol original en anglès, Alice in Wonderland) és una pel·lícula de dibuixos animats estatunidenca de 1951, produïda per Walt Disney i basada principalment en el llibre de Lewis Carroll titulat Alícia en terra de meravelles juntament amb elements addicionals de l'obra A través de l'espill del mateix autor.

## Argument[2]
Alícia arriba a un món imaginari seguint un conill blanc per un forat. En una cambra veu diferent pocions que la fan canviar de mida, de nana a geganta. Després de ser apressada per uns bessons que reciten històries, continua la seva persecució del conill, la qual la condueix a un jardí ple de flors que parlen mentre no deixa de menjar fruits que la fan alternar de mida constantment (i li provoquen problemes per aquest motiu). Seguint les indicacions del Gat de Cheshire troba una taula de personatges estrafolaris, que celebren el seu no-aniversari enmig de l'absurd més total.
Posteriorment, Alícia arriba a les terres de la Reina de Cors, una tirana embogida que amenaça d'executar-la per decapitació quan interromp la seva jugada de croquet. El rei intercedeix i intentar portar-la a judici, on testifiquen tots els personatges que ha anat trobant en el país de les meravelles. El veredicte és de culpabilitat però pot fugir gràcies a l'espant provocat quan torna a augmentar de mida. Corrent sense descans, torna a la cambra inicial i es veu a ella mateixa adormida a l'altra banda, al món real. Crida per despertar-se i poder escapar del món oníric. Finalment, torna a casa amb la seva germana.

## Repartiment
- Kathryn Beaumont: Alícia
- Ed Wynn: Mad Hatter
- Jerry Colonna: March Hare
- Richard Haydn: Caterpillar
- Sterling Holloway: Cheshire Cat
- Verna Felton: Queen of Hearts
- J. Pat O'Malley: Mother Oyster
- Bill Thompson: White Rabbit/Pat the Dodo
- Heather Angel: Mathilda, germana d'Alícia
- Joseph Kearns: Doorknob
- Larry Grey: Bill the Lizard/Card Painter
- Queenie Leonard: A Bird in a Tree/Snooty Flower
- Dink Trout: King of Hearts
- Doris Lloyd: The Rose
- Jimmy MacDonald: The Dormouse

## Anàlisi[calcitació]
Walt Disney tenia la idea de fer aquesta pel·lícula des del 1923 però problemes econòmics diversos li ho van impedir. Veient l'èxit de produccions anteriors, va idear una versió musical i amb tocs d'humor dels llibres de Carroll. Els personatges de la pel·lícula van esdevenir molt populars en cercles on no havia arribat l'obra original i van passar a formar part de referències pop. La recepció inicial, però, va ser molt freda, tant per les desviacions de l'obra literària com pel caràcter surrealista dels protagonistes. No va ser fins anys més tard en què es va reivindicar com a pel·lícula de culte per la seva estètica, que va recollir Tim Burton en el seu remake del 2010: Alice in Wonderland, influïda per Salvador Dalí.
Recull els temes més importants dels llibres en què es basa, com són la dificultat de la comunicació (subratllada pels equívocs que suposa prendre literalment el llenguatge), el paper de la imaginació en la infància (i com es rebutja per part dels adults) i la distorsió de versos i cançons familiars per al públic anglosaxó. La baralla de cartes que apareix al croquet de la Reina és un leit-motiv estructurador del primer llibre de Carroll.